# Lyshøj (Sydslesvig)
Lyshøj (på tysk Lutzhöft, angeldansk Lussy) er en landsby i det nordlige Tyskland, beliggende mellem Grumtoft og Husby i det nordlige Angel i Sydslesvig. Landsbyen er omgivet af Husby med Snorrum i vest, Harresby i syd, Holdhid i øst, Dollerup med Strygmølle i nordøst og Bønstrup i nordvest. Den ligger på et let kuperet, højtliggende terræn med gode jordbundsforhold. Der er flere forhøjninger såsom Kalstreng (≈Kalvestreng, af kalve, på tysk Kallstreng) med 65 m og Rævebjerg (Reuberg) med 61 m. I den danske periode hørte landsbyen dels under Husby Sogn og dels under Grumtoft Sogn (begge Husby Herred) i Flensborg Amt, Hertugdømmet Slesvig. I 1867 blev byen en administrativ selvstændig kommune. Husgruppen Staalidt kom 1871 til nabokommunen Husbyskov. Kommunen havde 1969 157 indbyggere og rådede over et areal på 345 ha. Til Lyshøj regnes også gårdene Kollenborg (Kollenburg) og Mariegaarde (Mariengaard). 1970 blev kommunen indlemmet i Grumtoft kommune.
Lyshøj blev første gang nævnt i 1450 som Lueshouet. På det sønderjyske angeldansk udtales stednavnet lussy. Ældre former viser, at sidste led er ordet -hoved ifølge den angeldanske udtale [lusy]. Efterleddet er senere omtydet til -høj. Samme omtydning har fundet sted i marknavnet Skurvehøj i Dollerup. Forleddet lys er formodentlig et oprindeligt skovnavn. Kollenborg er et gammelt kronavn, dannet efter Kalundborg eller oprindeligt et naturnavn (sml. Kollund i Fjolde Sogn).